# Conny Pohlers
Conny Pohlers est une footballeuse allemande née le 16 novembre 1978 à Halle. Elle évolue au poste d'attaquante au VfL Wolfsbourg et en équipe d'Allemagne.

## Biographie
Elle réalise ses débuts en équipe nationale le 10 mai 2001 lors d'un match face à l'Italie. 
Avec l'Allemagne, elle remporte la Coupe du monde 2003 ainsi que le Championnat d'Europe 2005. 
Conny possède 67 sélections (28 buts) en équipe d'Allemagne. Lors du mondial 2003, elle inscrit un but contre l'Argentine (victoire 1-6).

## Statistique
| Saison                | Club                   | Championnat           | Championnat | Championnat | Coupe(s) nationale(s) | Coupe(s) nationale(s) | Compétition(s) continentale(s) | Compétition(s) continentale(s) | Compétition(s) continentale(s) | Total | Total |
| Saison                | Club                   | Division              | M.          | B.          | M.                    | B.                    | Comp.                          | M.                             | B.                             | M.    | B.    |
| 1994-1995             | SSV Turbine Potsdam    | Frauen Bundesliga     |             |             |                       |                       | -                              | -                              | -                              | 0     | 0     |
| 1995-1996             | SSV Turbine Potsdam    | Frauen Bundesliga     | 18          |             |                       |                       | -                              | -                              | -                              | 18    | 0     |
| 1996-1997             | SSV Turbine Potsdam    | Frauen Bundesliga     | 17          | 1           |                       |                       | -                              | -                              | -                              | 17    | 1     |
| Sous-total            | Sous-total             | Sous-total            | 35+         | 1+          |                       |                       | -                              | -                              | -                              | 35    | 1     |
| 1997-1998             | TuS Niederkirchen      | Frauen Bundesliga     | 11          | 4           |                       |                       | -                              | -                              | -                              | 11    | 4     |
| Sous-total            | Sous-total             | Sous-total            | 11          | 4           | -                     | -                     | -                              | -                              | -                              | 11    | 4     |
| 1997-1998             | SSV Turbine Potsdam    | Frauen Bundesliga     | 3           | 3           |                       |                       | -                              | -                              | -                              | 3     | 3     |
| 1998-1999             | SSV Turbine Potsdam    | Frauen Bundesliga     | 18          | 9           |                       |                       | -                              | -                              | -                              | 18    | 9     |
| 1999-2000             | 1. FFC Turbine Potsdam | Frauen Bundesliga     | 21          | 17          |                       |                       | -                              | -                              | -                              | 21    | 17    |
| 2000-2001             | 1. FFC Turbine Potsdam | Frauen Bundesliga     | 22          | 23          |                       |                       | -                              | -                              | -                              | 22    | 23    |
| 2001-2002             | 1. FFC Turbine Potsdam | Frauen Bundesliga     | 20          | 27          | 1+                    | 3+                    | -                              | -                              | -                              | 21    | 30    |
| 2002-2003             | 1. FFC Turbine Potsdam | Frauen Bundesliga     | 10          | 13          |                       |                       | -                              | -                              | -                              | 10    | 13    |
| 2003-2004             | 1. FFC Turbine Potsdam | Frauen Bundesliga     | 17          | 18          | 1+                    | 1+                    | -                              | -                              | -                              | 18    | 19    |
| 2004-2005             | 1. FFC Turbine Potsdam | Frauen Bundesliga     | 20          | 17          | 1+                    | 1+                    | C1                             | 0+                             | 0+                             | 21    | 18    |
| 2005-2006             | 1. FFC Turbine Potsdam | Frauen Bundesliga     | 19          | 36          | 5                     | 7                     | C1                             | 0+                             | 0+                             | 24    | 43    |
| 2006-2007             | 1. FFC Turbine Potsdam | Frauen Bundesliga     | 18          | 8           | 1                     | 1                     | C1                             | 0+                             | 0+                             | 19    | 9     |
| Sous-total            | Sous-total             | Sous-total            | 168         | 171         | 9                     | 13                    | -                              | 21                             | 26                             | 198   | 210   |
| 2003                  | Atlanta Beat (prêt)    | WUSA                  | 19          | 5           | -                     | -                     | -                              | -                              | -                              | 19    | 5     |
| Sous-total            | Sous-total             | Sous-total            | 19          | 5           | -                     | -                     | -                              | -                              | -                              | 19    | 5     |
| 2007-2008             | 1. FFC Francfort       | Frauen Bundesliga     | 20          | 20          | 4+                    | 8+                    | -                              | -                              | -                              | 24    | 28    |
| 2008-2009             | 1. FFC Francfort       | Frauen Bundesliga     | 0           | 0           | 0                     | 0                     | -                              | -                              | -                              | 0     | 0     |
| 2009-2010             | 1. FFC Francfort       | Frauen Bundesliga     | 17          | 15          | 3                     | 3                     | C1                             | 0+                             | 0+                             | 20    | 18    |
| 2010-2011             | 1. FFC Francfort       | Frauen Bundesliga     | 22          | 25          | 7                     | 6                     | C1                             | 0+                             | 0+                             | 29    | 31    |
| Sous-total            | Sous-total             | Sous-total            | 59          | 60          | 14                    | 17                    | -                              | 9                              | 8                              | 82    | 85    |
| 2011-2012             | VfL Wolfsbourg         | Frauen Bundesliga     | 22          | 19          | 2                     | 2                     | -                              | -                              | -                              | 24    | 21    |
| 2012-2013             | VfL Wolfsbourg         | Frauen Bundesliga     | 21          | 16          | 5                     | 8                     | C1                             | 9                              | 8                              | 35    | 32    |
| 2013-2014             | VfL Wolfsbourg         | Frauen Bundesliga     | 20          | 6           | 2                     | 0                     | C1                             | 6                              | 6                              | 28    | 12    |
| Sous-total            | Sous-total             | Sous-total            | 63          | 41          | 9                     | 10                    | -                              | 15                             | 14                             | 87    | 65    |
| 2013                  | Washington Spirit      | NWSL                  | 13          | 1           | -                     | -                     | -                              | -                              | -                              | 13    | 1     |
| Sous-total            | Sous-total             | Sous-total            | 13          | 1           | -                     | -                     | -                              | -                              | -                              | 13    | 1     |
| Total sur la carrière | Total sur la carrière  | Total sur la carrière | 368+        | 283+        | 32+                   | 40+                   | -                              | 45                             | 48                             | 445   | 371   |

https://web.archive.org/web/20030709072054/http://wusa.com/players_coaches/players/conny_pohlers/

## Palmarès
- Vainqueur de la Coupe du monde féminine 2003 avec l'Allemagne
- Vainqueur du Championnat d'Europe féminin 2005 avec l'Allemagne
- Médaille de bronze aux Jeux olympiques d'Athènes en 2004
- Médaille de bronze aux Jeux olympiques de Pékin en 2008
- Vainqueur de la Ligue des Champions en 2005 avec Potsdam, en 2008 avec Francfort et en 2013 avec VfL Wolfsbourg
- Championne d'Allemagne en 2004 et 2006 avec Potsdam, 2008 avec Francfort, 2013 avec Wolfsbourg
- Vainqueur de la Coupe d'Allemagne en 2004, 2005 et 2006 avec Potsdam, 2008 et 2011 avec Francfort, 2013 avec Wolfsbourg
- Meilleure buteuse de la Bundesliga lors des saisons 2001-2002 (27 buts), 2005-2006 (36 buts), 2010-2011 (25 buts)